# Synteza addytywna

Mieszanie addytywne

Synteza addytywna – zjawisko mieszania barw poprzez sumowanie wiązek światła widzialnego różnych długości.
Synteza addytywna zachodzi np. podczas projekcji na biały ekran światła ze źródeł o różnych barwach: w miejscu oświetlonym jednocześnie różnymi barwami światła oko ludzkie widzi odbity strumień światła będący sumą wszystkich padających w to miejsce barw (w widzianym przez nas strumieniu odbitym występują jednocześnie wszystkie długości fal odpowiadające poszczególnym strumieniom światła padającego).
Synteza addytywna dwóch barw przeciwstawnych (dopełniających, komplementarnych) z koła barw, czyli barw leżących na kole barw naprzeciwko siebie, daje światło o barwie białej (teoretycznie, pod warunkiem precyzyjnej przeciwstawności barw i równego natężenia wszystkich trzech strumieni).
W praktyce oświetleniowej, fotograficznej czy grafiki komputerowej do uzyskiwania barwy białej używa się trzech barw podstawowych, co umożliwia oprócz bieli uzyskiwanie szerokiego spektrum pozostałych kolorów.

## Urządzenia wykorzystujące syntezę addytywną
W oparciu o syntezę addytywną mieszania barw pracują monitory oraz inne wyświetlacze kolorowe, emitując wiązki świateł Red (czerwony), Green (zielony), Blue (niebieski) (RGB). Czarny ekran to wynik braku emisji światła, a biały to wynik złożenia świateł R, G, B z maksymalną jasnością.